# Powest
Eine Powest (russisch Повесть, Betonung: Pówest) ist in der russischen Literatur eine Prosaerzählung geringeren Umfanges (zwischen Roman und Erzählung) mit chronikalischem Charakter, in der die Strömung des natürlichen Lebens wiedergegeben wird. Der dramatische Konflikt konzentriert sich um den Haupthelden; die Persönlichkeit und ihr Schicksal werden innerhalb weniger Ereignisse herausgestellt.
In diesem Sinne, als fester Gattungsbegriff, wird Powest erst seit dem frühen 19. Jahrhundert verwendet, vor allem durch die Werke von Alexander Puschkin und Nikolai Gogol. In der altrussischen Literatur konnte hingegen jeder Erzähltext, der (meist historische) Ereignisse eher objektiv darstellt, so bezeichnet werden.